# Boven-IJssel
Het departement Boven-IJssel (Frans: département de l'Yssel-Supérieur) was een Frans departement in de Nederlanden ten tijde van het Eerste Franse Keizerrijk. Het was genoemd naar de rivier de IJssel.

## Instelling
Het departement werd, na de annexatie van het koninkrijk Holland op 9 juli 1810, gevormd op 1 januari 1811 als voortzetting van het "Hollandse" departement Gelderland en kwam ongeveer overeen met de huidige Nederlandse provincie Gelderland ten noorden van de Waal.

## Bestuurlijke indeling
De hoofdstad was Arnhem. Het departement was ingedeeld in de volgende arrondissementen en kantons:
Arnhemkantons: Apeldoorn, Arnhem, Barneveld, Brummen, Ede, Elburg, Harderwijk, Hattem, Nijkerk, Twello, Vaassen, Velp, Wageningen en Zevenaar.
Tielkantons: Bemmel, Elst, Geldermalsen en Tiel.
Zutphenkantons: Aalten, Borculo, Bredevoort, Doesburg, Doetinchem, Dinxperlo, Eibergen, Gendringen (Oude IJsselstreek), Groenlo, 's-Heerenberg, Lochem, Terborg, Vorden, Warnsveld, Winterswijk en Zutphen.
Op 26 februari 1814 werden het arrondissement Nijmegen en het kanton Zaltbommel van het departement Monden van de Rijn toegevoegd aan het departement Boven-IJssel.

## Prefect
1811-1813: Regnerus Livius van Andringa de Kempenaer

## Overig
Het departement Boven-IJssel had in 1811 de departementale postcode 121. Brieven uit bijvoorbeeld Arnhem kregen het stempel Arnhem 121.
Bij de volkstelling (census) van 1812 had het departement Boven-IJssel 193.000 inwoners.
Boven-IJssel moet niet verward worden met Overijssel; deze provincie vormde van 1811 tot 1814 het departement Monden van de IJssel.

## Opheffing
Na de nederlaag van Napoleon in 1814 werd het departement krachtens de grondwet van 29 maart 1814 omgezet in de provincie Gelderland. Het gebied gelegen tussen de Waal en de Maas, dat van 1811 tot 1814 deel had uitgemaakt van het departement Monden van de Rijn, werd op 9 juli 1819 formeel aan Gelderland toegevoegd.
Bouches-de-l'Escaut (1810) · Bouches-de-la-Meuse · Bouches-du-Rhin (1810) · Bouches-de-l'Yssel · Deux-Nèthes (1795) · Ems-Occidental · Frise · Meuse-Inférieure (1795) · Roër (1798) · Yssel-Supérieur · Zuyderzée
- Virtual International Authority File: 239669338